# Pavel Martínek
Pavel Martínek (ur. 27 października 1962 w Lounach) – czechosłowacki kolarz torowy, czterokrotny medalista mistrzostw świata.

## Kariera
Pierwszym sukcesem w karierze Pavla Martínka było zdobycie razem z Ivanem Kučírkiem złotego medalu w wyścigu tandemów podczas mistrzostw świata w Besançon w 1980 roku. W tym samym składzie reprezentanci Czechosłowacji powtórzyli ten wynik na mistrzostwach świata w Brnie w 1981 roku oraz mistrzostwach w Leicesterze w 1982 roku. Ponadto podczas rozgrywanych w 1983 roku mistrzostw świata w Zurychu Martínek i Kučírek zdobyli srebrny medal w tej konkurencji, ulegając jedynie francuskiemu duetowi: Philippe Vernet i Franck Depine. Pavel nigdy nie brał udziału w igrzyskach olimpijskich.